# Ch'olti'
Het Ch'olti' is een uitgestorven Mayataal die werd gesproken door het Manche Ch'ol-volk in oostelijk Guatemala en zuidelijk Belize. Uit het postklassieke/koloniale stadium van de taal is slechts een manuscript bekend dat tussen 1685 en 1695 werd geschreven en dat voor het eerst werd bestudeerd door de negentiende-eeuwse archeoloog Daniel Garrison Brinton. Het Ch'olti' hoort tot de Cholaanse tak van de familie der Mayatalen en is nauw verwant aan het Chontal en vooral het Ch'orti'.
Het Ch'olti' heeft bijzondere aandacht gekregen in de studie van het Mayaschrift omdat de meeste glyfische teksten lijken te zijn geschreven in een oude variant van het Ch'olti', die door epigrafici klassiek Ch'olti of klassiek Maya wordt genoemd en die tijdens de klassieke periode als een prestigetaal in het Mayagebied werd gesproken.
Achi · Acateeks · Aguacateeks · Chalchiteeks · Chuj · Garifuna · Ch'orti' · Itza · Ixil · Jacalteeks · K'iche' · Kaqchikel · Lacandón · Mam · Mopan · Poqomam · Poqomchi' · Q'anjob'al · Q'eqchi' · Sacapulteeks · Sipakapense · Tectiteeks · Tz'utujil · Uspanteeks · Xinka